# Републикански път III-2903
Републикански път IIІ-2903 е третокласен път, част от Републиканската пътна мрежа на България, преминаващ изцяло по територията на Добричка област, Община Генерал Тошево. Дължината му е 36,8 km.
Пътят се отклонява наляво при 68,2 km на Републикански път II-29 в центъра на град Генерал Тошево и се насочва на северозапад по Добруджанското плато. Минава последователно през селата Къпиново, Изворово, Красен и Росица и на 5 km северно от последното завършва при държавната ни граница с Румъния.
| Пътища, отклоняващи се надясно (населено място, № на пътя, посока на пътя) | km   | Пътища, отклоняващи се наляво (посока на пътя, № на пътя, населено място) |
| -------------------------------------------------------------------------- | ---- | ------------------------------------------------------------------------- |
| Община Генерал Тошево II-29, 68,2 km, гр. Генерал Тошево ←                 | 0,0  | ← гр. Генерал Тошево, 68,2 km, II-29, Община Генерал Тошево               |
| с. Къпиново                                                                | 7,6  | с. Къпиново                                                               |
| с. Изворово                                                                | 14,9 | → с. Изворово, общински път (за с. Зограф)                                |
| с. Красен                                                                  | 17,8 | → с. Красен, общински път (за с. Житен)                                   |
| (за с. Росен) общински път, с. Красен ←                                    | 19,4 | с. Красен                                                                 |
| с. Росица ←                                                                | 28,9 | ← с. Росица, 16,9 km, III-2932 (от с. Крушари)                            |
| (за с. Лозница) общински път ←                                             | 33,7 |                                                                           |
| Граница с Румъния                                                          | 36,8 | Граница с Румъния                                                         |